# Estación Masurel
Masurel era una estación ferroviaria que se ubicaba en el Partido de Daireaux, Provincia de Buenos Aires, Argentina.

## Historia
Su construcción finalizó en 1910 a cargo del Ferrocarril Rosario a Puerto Belgrano.